# The Home Towners
The Home Towners è un film muto del 1928 diretto da Bryan Foy uscito anche in versione sonora sincronizzata.
Il soggetto, tratto dal lavoro teatrale The Home Towners di George M. Cohan, fu adattato altre volte per lo schermo: nel 1936, con Times Square Playboy diretto da William C. McGann che aveva come protagonista Warren William e nel 1940, con il film Ladies Must Live diretto da Noel M. Smith.

## Trama
Vic Arnold è un milionario di mezza età che sta per sposarsi con Beth, una bella ragazza che ha la metà dei suoi anni. Il suo vecchio amico d'infanzia H.P. Bancroft sospetta che la giovane sia una cacciatrice di dote, aiutata dalla sua famiglia che, scopre, ha incassato una grossa somma da Arnold. Bancroft insulta la sposa ma poi si renderà conto di aver sbagliato la sua valutazione dei motivi di Beth: accetterà quindi di far il testimone alle nozze dell'amico.

## Produzione
Il film fu prodotto dalla Warner Bros. Pictures (con il nome The Vitaphone Corporation).

## Distribuzione
Distribuito dalla Warner Bros. Pictures, il film uscì nelle sale cinematografiche statunitensi nel 1928. Venne presentato in prima a New York il 23 ottobre 1928.
Non si conoscono copie ancora esistenti della pellicola che viene considerata presumibilmente perduta.